# HMS Sjöhunden (1938)
Pour les articles homonymes, voir HMS Sjöhunden (homonymie).
Le HMS Sjöhunden est un sous-marin de classe Sjölejonet de la marine royale suédoise. Construit par Kockums, il a été lancé en 1938 et désarmé en 1960. Sa longueur était de 64,2 mètres et sa largeur de 6,2 mètres.

## Construction
Le navire a été commandé à Kockums Mekaniska Verkstads AB à Malmö et sa quille a été posée en 1937. Le navire a été lancé le 26 novembre 1938 et a rejoint la flotte le 18 décembre 1939

## Utilisation du service
Le navire a été retiré du service le 1er juillet 1960 et vendu en 1962 à Ystad pour démolition.